# Паризька розправа 1961 року
Паризька розправа 1961 року  (також у Франції відома як різанина 17 жовтня 1961 року) — масове вбивство алжирців, які жили в Парижі, Національною поліцією Франції. Це сталося 17 жовтня 1961 року під час війни в Алжирі (1954–62). За наказом голови паризької поліції Моріса Папона Національна поліція напала на демонстрацію 30 000 алжирців, які підтримували Фронт національного визволення (FLN). Після 37 років заперечення та цензури преси в 1998 році уряд нарешті визнав 40 смертей, тоді як деякі історики вважають, що загинуло від 200 до 300 алжирців.   Смерть наставала внаслідок жорстокого побиття поліцією, а також масового утоплення, коли поліціянти кидали демонстрантів у річку Сену.
Різанина була навмисною, як підтвердив історик Жан-Люк Ейнауді, який виграв судовий процес проти Папона в 1999 році. (Папон був засуджений у 1998 році за злочини проти людства за свою роль під час колабораціоністського режиму Віші під час Другої світової війни.) Офіційна документація та свідчення очевидців у паризькому поліційному департаменті свідчать про те, що Папон сам керував розправою. Записи поліції показують, що він закликав офіцерів однієї з дільниць до «підривної діяльності» при придушенні демонстрацій і запевнив їх у захисті від судового переслідування, якщо вони братимуть участь.  
Через сорок років після різанини, 17 жовтня 2001 року, Бертран Деланоє, мер Парижа – соціаліст, встановив меморіальну дошку на згадку про різанину на мосту Сен-Мішель.   Скільки було вбито демонстрантів, досі невідомо. За відсутності офіційних оцінок, на меморіальній дошці, присвяченій різанині, написано: «В пам’ять про багатьох алжирців, убитих під час кривавого придушення мирної демонстрації 17 жовтня 1961 року». 18 лютого 2007 року (на наступний день після смерті Папона) було зроблено заклики назвати станцію паризького метро, що будується в Женнвільє, «17 жовтня 1961», на спогад про розправу.  

## Передумови
Розправа сталася в контексті війни в Алжирі (1954–62), яка ставала дедалі жорстокішою. Після повернення до влади Шарля де Голля під час травневої кризи 1958 року та його раптової зміни політики щодо незалежності Алжиру, Таємна збройна організація використала всі можливі засоби, щоб протистояти Фронту національного визволення (FLN), який переніс війну до метрополії, де допомогли такі активісти, як мережа Жансона. Репресії з боку французької влади, як в Алжирі, так і в метрополії Франції, були дуже жорстокими.

### Національна поліція Франції

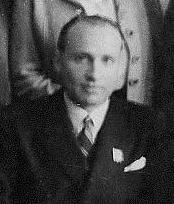
Моріс Папон, померлий у 2007 році, був єдиним чиновником режиму Віші, якого було засуджено за роль у депортації євреїв під час Другої світової війни

За словами історика Жана-Люка Еноді, фахівця з цієї розправи, деякі з причин жорстокого придушення демонстрації 17 жовтня 1961 року можна найкраще зрозуміти з точки зору складу самої французької поліції, яка все ще включала багато колишніх членів сил, які діяли під час режиму Віші і співпрацювали з гестапо для затримання євреїв, як, наприклад, у Вель-д'Івській облаві 16–17 липня 1942 року.
Переважна більшість поліціянтів, відсторонених після звільнення Парижа в 1944 році за крайні форми колабораціонізму (в тому числі допомогу Французькій народній партії та подібним групам), згодом були реінтегровані в поліцію. Навпаки, деяким поліціянтам, які були частиною Французького руху опору, просування по службі було заблоковано через антикомунізм холодної війни, оскільки рух опору частково був комуністичним, а міністрів-комуністів було виключено з уряду в травні 1947 року. Крім того, поліціянти, які були учасниками Опору, цілком могли брати участь у різноманітних рейдах проти євреїв та інших переслідуваних груп під час режиму Віші, інакше їх було б звільнено. 
Кар’єра Папона як керівника поліції Парижа в 1960-х роках і міністра фінансів під час президентства Валері Жискар д’Естена в 1970-х роках свідчить про те, що інституційний расизм у французькій поліції існував принаймні до 1960-х років. Насправді Папон не був звинувачений і не був засуджений за свої злочини проти людяності під час Другої світової війни, коли він був відповідальним за депортацію 1560 євреїв, включаючи дітей і людей похилого віку, між 1942 і 1944 роками, аж до 1997–1998 років.

### Папон призначений головою префектури поліції (березень 1958 р.)
До свого призначення начальником паризької поліції Папон з 1956 року був префектом департаменту Константіна в Алжирі, де брав активну участь у репресіях і застосуванні тортур до цивільного населення.   13 березня 1958 року 7000 поліціянтів вийшли на демонстрацію у дворі поліційного управління проти затримок виплат "risque prime" (премій за ризик), обіцяних у зв'язку з війною, хоча FLN ще не почали атакувати поліціянтів . Підбурювані ультраправим депутатом Жаном-Марі Ле Пеном, 2000 з них намагалися увійти до Бурбонського палацу, резиденції Національної асамблеї, з вигуками «Sales Juifs! A la Seine! Mort aux fellaghas! Sales Juifs! A la Seine! Mort aux fellaghas! Sales Juifs! A la Seine! Mort aux fellaghas!" (Брудні євреї! В Сену (річку) їх! Смерть (алжирським) повстанцям! ). За рекомендацією міністра внутрішніх справ Моріса Буржес-Монурі наступного дня Папон був призначений префектом. Двома роками раніше в Константіні, Алжир, він обійняв посаду "Inspecteur général pour l'administration en mission extraordinaire" (IGAME – Генеральний інспектор Адміністрації з надзвичайних місій). «Заборонені зони, в'язниці (camps de regroupements), тортури, розстріли без суду – це реальність війни, якою він [Папон] там керував». За словами Еноді, у наступні роки Папон застосовував ці методи в Парижі та департаменті Сени. 
Після травневої кризи 1958 року та встановлення П'ятої французької республіки під проводом лідера «Вільної Франції» Шарля де Голля, Папона залишили на посаді. Він створив compagnies de district (районні роти), поліційні загони, які спеціалізувалися на репресіях, і в них готували новобранців міліції. Ці роти були сформовані в основному з ветеранів Першої індокитайської війни (1947–54) і молодих французів, які поверталися з Алжиру.

### Рейди серпня 1958 року
25 серпня 1958 року боївка FLN у Парижі вбила трьох поліціянтів на бульварі де ль'Опіталь у 13-му окрузі та ще одного перед cartoucherie de Vincennes. Папон відповів масовими рейдами на алжирців у Парижі та його передмістях. Понад 5000 алжирців утримували в колишньому госпіталі Божон, у гімназії Жапі (11-й округ) і у Вель д'Іві. Під час режиму Віші гімназія Жапі та Вель д'Ів використовувалися як в'язниці.  Колишня учасниця опору FTP, репортерка Мадлен Ріфо написала в Юманіте :
За останні два дні в Парижі відкрили расистський концтабір. Їм навіть не вистачило розуму вибрати місце, яке б не нагадувало французьким патріотам, які зараз святкують річницю визволення Парижа, про те, що там відбувалося. 

### Створення CIV й ополчення FPA (1959–1960)
За словами Еноді, «вже в той час поліціянти вихвалялися киданням алжирців у річку Сену».  У січні 1959 року під керівництвом префектури поліції було створено «Ідентифікаційний центр» у Венсенні (CIV — Centre d'identification de Vincennes). Алжирці, затримані під час поліційних рейдів у паризькому регіоні, могли бути доставлені туди для перевірки особи, але також могли бути поміщені префектом під домашній арешт. «Ці рейди нерідко були приводом для насильства», — стверджував Еноді. 
Допоміжні поліційні сили (FPA — Force de police auxiliaire) були створені в 1959 році. Ці спеціальні поліційні сили підпорядковувалися Координаційному центру алжирських справ префектури поліції (Center dekoordination des Affaires algériennes de la préfecture de police), перебували під наглядом військових і контролем Папона. Очолювані капітаном Раймоном Монтанером і розташовані у Фор-де-Нуазі, Роменвіль, вони повністю складалися з алжирських мусульман, завербованих в Алжирі чи Франції. Восени 1960 року FPA налічували 600 членів. Спочатку вони діяли в 13-му окрузі, де реквізували кафе-готелі. Ходять чутки, що застосовувалися тортури, особливо на вулиці Гарві, 9 і на вулиці Шато де Рентьє, 208. Мали місце зникнення. Потім FPA поширили свою діяльність на 18-й округ, де було реквізовано три готелі на вулиці Гутт-д'Ор. FPA також були активні в передмістях, з літа 1961 року, зокрема в нетрях Нантера. Деякі діячі висловлювалися проти цих злочинів, заперечуваних префектурою поліції.  Християнський журнал Témoignage chrétien писав: «Неможливо мовчати, коли в нашому Парижі люди відроджують методи гестапо». 

### 1961 рік
FLN вирішив відновити використання бомб проти французької поліції наприкінці серпня 1961 року; з кінця серпня до початку жовтня 1961 року в Парижі та його передмістях було вбито 11 і поранено 17 поліціянтів. «Ці вибухи призвели до поширення страху в лавах паризької поліції, а також до посилення бажання помсти та ненависті до всього суспільства. Весь вересень алжирське населення зазнавало жорстоких репресій. На практиці ці масові репресії ґрунтувалися на зовнішності», - каже Еноді . Були щоденні рейди проти алжирців — і часто будь-яких людей з Магрибу (марокканців чи тунісців), і навіть іспанських чи італійських іммігрантів, яких сприймали за алжирців. Алжирців заарештовували на роботі чи на вулицях і кидали в Сену зі зв’язаними руками, щоб втопити їх, серед інших методів, як показано, наприклад, у звіті священника Джозефа Керлана з Місії Франції. 
За словами Еноді, «саме в такій атмосфері 2 жовтня, під час похорону поліціянта, вбитого FLN, префект поліції [Папон] проголосив у дворі префектури: «За одну атаку ми повернемо вдесятеро!». Цей заклик був заохоченням вбивати алжирців і був негайно розтлумачений саме так. Того ж дня, відвідавши поліційну дільницю Монружа, префект поліції заявив присутнім поліціянтам: «Ви так само повинні бути диверсантами у війні, яка протиставляє вас іншим. Ви будете захищені, я даю вам своє слово». 

## Події
5 жовтня 1961 року префектура поліції оголосила в заяві для преси про введення комендантської години з 20:30 до 5:30 ранку в Парижі та його передмістях для «алжирських мусульманських робітників», «французьких мусульман» і «французьких мусульман Алжиру» (усі три терміни використані Папоном, хоча приблизно 150 000 алжирців, які жили на той час у Парижі, офіційно вважалися французами та мали французьке посвідчення особи). Таким чином, Французька федерація FLN закликала все алжирське населення Парижа, чоловіків, жінок і дітей, вийти на демонстрацію проти комендантської години, яка загалом сприймалася як расистський адміністративний захід, 17 жовтня 1961 року. За словами історика Жана-Люка Еноді, Папон мав 7000 поліціянтів, 1400 бійців республіканських загонів безпеки і жандармів (поліцію заворушень), щоб заблокувати цю демонстрацію, на яку префектура поліції не дала згоди (що було обов’язково для законних демонстрацій). Таким чином, поліція заблокувала всі в'їзди та входи до самої столиці, станцій метро, вокзалів, паризьких портів тощо. Проте з приблизно 150 000 алжирців, які проживали у Парижі, 30 000–40 000 вдалося приєднатися до демонстрації. По всьому місту проводилися поліційні рейди. 11 000 осіб було заарештовано та транспортовано автобусами RATP до <a href="https://en.wikipedia.org/wiki/Paris_Expo_Porte_de_Versailles" rel="mw:ExtLink" title="Paris Expo Porte de Versailles" class="cx-link" data-linkid="211">Parc des Expositions</a> та інших центрів інтернування, які використовувалися за режиму Віші.   Серед затриманих були не лише алжирці, а й марокканські та туніські іммігранти, яких потім відправляли до різних поліційних дільниць, до внутрішнього дворика поліційної префектури, палацу спорту Пор-де-Версаль (15-й округ) і стадіону П’єр де Кубертен тощо.

Попри ці рейди, від 4000 до 5000 людей вдалося провести мирну демонстрацію на Великих бульварах від станції метро Республіки до Опери без інцидентів. Заблоковані силами поліції біля Опери, демонстранти пішли назад. Коли вони дійшли до кінотеатру Rex (місце нинішнього клубу Le Rex Club на «Великих бульварах»), поліція відкрила вогонь по натовпу, що призвело до кількох смертей. На мосту Неї (відділяє Париж від передмістя) поліційні загони та члени FPA також стріляли по натовпу, вбивши кількох. Алжирців кидали в воду й топили в Сені в різних точках міста та його передмість, особливо на мосту Сен-Мішель у центрі Парижа та біля префектури поліції, дуже близько до Собору Паризької Богоматері.
Вночі у дворі поліцейського управління сталася розправа, жертвами якої стали десятки людей. У Палаці спорту, а потім у «<a href="https://en.wikipedia.org/wiki/Paris_Expo_Porte_de_Versailles" rel="mw:ExtLink" title="Paris Expo Porte de Versailles" class="cx-link" data-linkid="229">Parc des Expositions of <i>Porte de Versailles</i></a>"» затримані алжирці, багато з яких до того вже отримали поранення, [стали] систематичними жертвами «привітального комітету». У цих місцях відбувалося значне насильство, катували в'язнів. Люди помирали там до кінця тижня. Подібні сцени відбувалися на Стадіоні імені Кубертена ... Облави, насильство та утоплення тривали і в наступні дні. Кілька тижнів на берегах річки знаходили невпізнані трупи. Кількість жертв розправи можна оцінити щонайменше до 200 загиблих. 
У 1961 році префектура поліції говорила лише про «2 застрелених».  Після свідчень історика Жана-Люка Еноді під час судового процесу над Папоном наприкінці 1990-х років лівий міністр поліції Жан-П’єр Шевенман наказав відкрити частину архівів. Отриманий звіт Манделькена, заснований на дослідженні цих часткових записів, нарахував 32 загиблих. Потім Еноді опублікував op-ed в Le Monde 20 травня 1998 року, оскаржуючи це офіційне число, критикуючи як методологію звіту, так і використані записи. Він звернув увагу на те, що багато записів було знищено. Доповідь, яку Папон підготував для міністра внутрішніх справ Рожера Фрея, прем'єр-міністра та глави уряду Шарля де Голля, не було включено до використаних записів. Крім того, у доповіді Манделькена проігнорована розправа, яка сталася у дворі префектури поліції, а ім'я Папона ніде в доповіді не фігурує. Еноді закінчив свою статтю такими словами: «в ніч на 17 жовтня 1961 року відбулася розправа, вчинена поліцією, яка діяла за наказом Моріса Папона». Згодом у лютому 1999 року Папон подав проти нього позов у зв’язку з цим вироком, стверджуючи про наклеп на державного службовця.
Тим часом держава в 1998 році визнала розправу, мова була про 40 загиблих.
Відповідаючи на запит Папона, суд виніс неоднозначне рішення. У ньому зазначалося, що Еноді «зганьбив» Папона, але що Еноді діяв «сумлінно», і високо були оцінені «серйозність і якість» дослідження Еноді.  Таким чином, і Папон, і Еноді рішенням суду були виправдані.
Французька урядова комісія в 1998 році стверджувала, що загинули лише 48 людей. Історик Жан-Люк Еноді (La Bataille de Paris, 1991) стверджував, що було вбито близько 200 алжирців. Історик Жан-Поль Брюне знайшов достатні докази вбивства 31 алжирця, водночас припускаючи, що кількість до 50 реальних жертв є вірогідною. 
Це суперечить Девіду Ассуліну, якому в 1997 році міністр культури Катрін Траутманн (PS) надала обмежений доступ для ознайомлення до частини поліційних документів (які мали бути засекреченими до 2012 року). Він знайшов список із 70 убитих осіб, а тексти підтвердили коментарі Еноді про те, що магістрати, до яких зверталися родини жертв для розгляду цих інцидентів, систематично виправдовували поліціянтів. Згідно з Le Monde за 1997 рік, де цитували директора Паризького архіву, станом на другу половину жовтня в реєстрі значилося 90 осіб. 
У статті в Esprit 2001 року Поль Тібо обговорював суперечку між Жаном-Люком Еноді, який говорив про 200 убитих 17 жовтня та 325 вбитих поліцією восени 1961 року, і Жаном-Полем Брюне, який дав оцінку щодо лише 50 (і 160 загиблих, можливих жертв вбивств, які пройшли через медично-правовий інститут IML протягом чотирьох місяців між вереснем і груднем 1961 р.). Критикуючи Еноді в деяких моментах, Тібо також підкреслив, що Брюне звернувся лише до поліційних архівів і сприйняв реєстри медично-правового інституту IML за чисту монету. Базуючись на інших джерелах, Тібо вказав (як і Брюне), що сталося адміністративне приховування інформації про загиблих і що на IML не можна покладатися як на єдине джерело. Тібо дійшов висновку, що робота Еноді дозволила дати оцінку 300 алжирським жертвам вбивств (чи то з боку поліціянтів, чи то когось іще) у період з 1 вересня по 31 грудня 1961 року 
Події навколо розправи та кількість загиблих були здебільшого невідомі протягом десятиліть. У ЗМІ тоді майже не було висвітлення. Ці події залишилися невідомими частково тому, що вони були затьмарені у французьких ЗМІ розправою на станції метро Charonne 8 лютого 1962 року, жертвами якої стали не лише алжирці, а й французькі члени Французької комуністичної партії.

## Реакція
26 жовтня 1961 року Жорж Монтарон, редактор Témoignage chrétien, Клод Бурде, редактор France Observateur, Еммануель д'Астьєр де ла Віжері, редактор Ліберасьйон, Авріл, редактор Télérama, парафіяльний священик Лошар, Жан-Марі Доменах, редактор журналу Esprit, Жан Шеффер і Андре Сук'єр організували у Будинку взаємного страхування мітинг, щоб «протестувати проти поліційного насильства та придушення демонстрації 17 жовтня 1961 року в Парижі».

Через кілька днів анонімні поліціянти опублікували текст під назвою Група республіканських поліціянтів заявляє. . . (Un groupe de policiers républicains déclarent...) 31 жовтня, зазначивши:
Те, що сталося 17 жовтня 1961 року та в наступні дні проти мирних демонстрантів, у яких не було знайдено зброї, морально змушує нас надати свої свідчення та насторожити громадську думку (…)Усі винні мають бути покарані. Покарання має бути поширене на всіх відповідальних людей, тих, хто віддає накази, тих, хто робить вигляд, що просто дозволив це зробити, незалежно від того, наскільки високу посаду вони займають (…)Серед тисяч алжирців, привезених до виставкового парку Порт-де-Версаль, десятки були вбиті ударами прикладів і рукоятей кирки (…) Іншим відрубали пальці правоохоронці, поліціянти та жандарми, що цинічно перейменували себе на «привітальний комітет». На одному з кінців мосту Неї групи поліцейських з одного боку та республіканські загони безпеки з іншого повільно рухалися одна до одної. Усіх алжирців, захоплених у цій величезній пастці, вибивали звідти й систематично кидали в Сену. Цьому була піддана добра сотня людей (…) [У штаб-квартирі паризької поліції] мучителі десятками кидали своїх жертв у Сену, яка протікає лише за кілька метрів від двору, щоб позбавити їх огляду судово-медичних експертів. Не забувши забрати їхні годинники та гроші. Пан Папон, префект поліції, і пан Легай, генеральний директор міської поліції, були присутні під час цих жахливих сцен (…)Ці незаперечні факти – лише мала частина того, що відбувалося останніми днями і продовжує відбуватися. Вони відомі серед міської поліції. Злочини, вчинені харками, Brigades spéciales des Districts, Brigades des aggressions et violences, більше не є секретом. Дріб'язок інформації, який надають ЗМІ, – це ніщо в порівнянні з правдою (…)Ми не підпишемо цей текст і щиро про це шкодуємо. Ми не без суму спостерігаємо, що нинішні обставини не дозволяють нам цього зробити (…) 
Автори залишалися анонімними до кінця 1990-х років, хоча Моріс Папон намагався їх виявити. У лютому 1999 року головний автор, Еміль Портцер, під час війник – часник організації опору Національний фронт, свідчив на користь історика Жана-Люка Еноді під час судового процесу, розпочатого проти нього Папоном (згодом виграного Еноді). 1 січня 1962 року Папон заявив поліційним силам за своїм наказом:
17 жовтня ви здобули… перемогу над алжирським тероризмом… Ваші моральні інтереси були успішно захищені, оскільки мета противників префектури поліції створити слідчий комітет зазнала поразки. 

## Розправа Charonne 8 лютого 1962 року
8 лютого 1962 року чергову демонстрацію проти Таємної збройної організації, заборонену державою, було придушено на станції метро Charonne. Дев'ять членів профспілки Загальної конфедерації праці, більшість з яких були членами Французької комуністичної партії , були вбиті силами поліції під керівництвом Папона за того ж уряду, де Рожер Фрей був міністром внутрішніх справ, Мішель Дебре прем'єр-міністром і Шарль де Голль президентом, які зробили все можливе, щоб «приховати масштаби злочину 17 жовтня» (Жан-Люк Еноді).  Похорон дев'яти загиблих 13 лютого 1962 року (серед них Фанні Деверпе, мати французького історика Алена Деверпе) відвідали сотні тисяч людей.    8 лютого 2007 року Площа 8 лютого 1962 року, що біля цієї станції метро, була відкрита Бертраном Деланое, мером Парижа, після того, як квіти були покладені біля підніжжя меморіальної дошки, встановленої всередині станції метро, де сталися вбивства.

## Висвітлення
За словами Джеймса Дж. Неаполі, висвітлення різанини основними британськими та американськими ЗМІ, такими як The Times, журнал Time і The New York Times, применшує тяжкість різанини, а також відповідальність уряду Парижа за події. 

## Історіографія та останні події

### Доступ до архівів і кількість смертей
Після різанини, що сталася в 1961 році, поліційні архіви були закриті для всіх, хто хотів провести розслідування, до 1990-х років, коли їх зрештою знову відкрили. Це сталося після публікації книги «La Bataille de Paris» Жана-Люка Ейно , в якій оцінка кількості смертей – до 200 загиблих. З публікацією цієї книги розправа почала отримувати все більше визнання, що призвело до повторного відкриття архівів. Однак Еноді все одно відмовляли в доступі протягом 30 місяців після того, як доступ був наданий іншому історику Жану-Полю Брюне, який оцінив, що кількість загиблих становила близько 30 
Офіційна кількість загиблих спочатку була трьома, перш ніж у 1998 році уряд Франції визнав, що розправа відбулася і що "кілька десятків" людей було вбито.  У червні 2022 року газета Mediapart представляє розсекречені архівні документи президентства де Голля, які свідчать про те, що президент республіки швидко знав про масштаби різанини та злочинні дії французької поліції 17 жовтня та наступні тижнів. Історики, які спеціалізуються на цьому періоді, підтверджують газеті, що ці документи свідчать про те, що генерал де Голль був поінформований про ситуацію в наступні дні після різанини. Деякі документи демонструють бажання Шарля де Голля покарати винних і відмовитися від встановлення безкарності у французькій поліції. За словами історика Жиля Мансерона, бажання де Голля запровадити санкції завадило його побоюванням розколу його політичної більшості. 

### Притягнення до відповідальності
Ніхто не був притягнутий до відповідальності за участь у вбивствах, оскільки вони підпали під загальну амністію за злочини, скоєні під час Алжирської війни. 

### Вшанування та офіційне визнання
Через 40 років після різанини, 17 жовтня 2001 року, ця подія була офіційно визнана містом Парижа шляхом розміщення та відкриття меморіальної дошки жертвам 1961 року біля мосту Сен-Мішель, у безпосередній близькості від префектури поліції.    
Втім, встановлення офіційного меморіалу, а отже й меморіальної дошки, запропоноване лівими політичними силами та підтримане соціалістичним мером Парижа Бертраном Деланое, відбулося не без суперечок.  Це також було очевидно під час дебатів щодо проєкту резолюції щодо меморіальної дошки 24 вересня 2001 року в міській раді Парижа.   Представники правого крила виступили проти запропонованої меморіальної дошки, вважаючи це способом звинуватити політичну владу в подіях 1961 року та не визнавати взаємне насильство між FLN та поліцією.  Крім того, було висловлено занепокоєння щодо потенційного зростання загрози громадянських заворушень і тероризму.  Хоча крайні праві першими люто виступили проти цього рішення, багато центристських і лівих політиків, у тому числі колишній міністр внутрішніх справ Жан-П’єр Шевенман, також зробили це, останній – тому, що це могло зашкодити національній єдності.   Опозиційними групами, які безумовно відхилили проєкт резолюції, були DL, RPR, Tibéristes і UDF.  Данину пам’яті жертвам 17 жовтня 1961 року також розкритикували поліційні профспілки (Альянс, SGP-FO), які вважали цю акцію образою правоохоронців і побоювалися, що висвітлення подій може призвести до відчуження між національною поліцією і французьким народом. 
Церемонія відкриття меморіальної дошки відбулася без присутності офіційного представника соціалістичного уряду та Єлисейського палацу, а також за відсутності будь-якого місцевого правого політика.   Крім того, неподалік від мосту Сен-Мішель була організована ще одна демонстрація протесту проти вшанування, причому політичні представники, праві та ультраправі активісти розцінили його як «провокацію». 

Напис на меморіальній дошці говорить: «à la memoire des nombreux Algériens tués lors de la sanglante répression de la manifestation pacifique du 17 octobre 1961» (укр.: "на згадку про багатьох алжирців, убитих під час кривавого придушення мирної демонстрації 17 жовтня 1961 року”) і тому залишається дуже розпливчастим, не торкаючись ні осіб злочинців, ні будь-якої відповідальності. Вибраний текст також піддав критиці історик Олів'є Лекур Гранмезон, президент Асоціації 17 жовтня 1961 року, заявивши Юманіте, що
«Якби було зроблено крок вперед з рішенням міста Парижа встановити меморіальну дошку на мосту Сен-Мішель, [він] висловив жаль з приводу того, що обраний для неї текст не посилається ні на ідею злочину проти людяності, ні на відповідальність автора злочину, держ. Таким чином, ця ініціатива Парижа в жодному разі не звільняє від відповідальності вищі органи державної влади. Крім того, якщо [колишній прем’єр-міністр-соціаліст] Ліонель Жоспен особисто висловлювався минулого року [у 2000 році], говорячи про «трагічні події», то ні відповідальність поліції за злочин, ні відповідальність тих, хто був політично відповідальним у той час, не були чітко встановлені, а ще менше – офіційно засуджені» 
Після церемонії Бертран Деланое заявив, що важливо змиритися з тим, що сталося, і рухатися вперед у єдності.  Мер продовжив і сказав, що меморіальна дошка не спрямована проти когось, а мала на меті запевнити нащадків жертв у тому, що ті були частиною паризької громади. 
Місцеві політичні суперечності також відображаються в тому факті, що пам’ятну дошку врешті-решт розмістили на острові Іль-де-ла-Сіте (4-й округ), а не на лівому березі Сени, оскільки на той час у 5-му окрузі мером був голліст.  
Пізніше того ж дня Жак Флох, державний секретар з питань оборони, відповідальний за ветеранів, виправдав жест Деланое перед Національною асамблеєю та заявив, що комендантська година в 1961 році застосовувалася на основі расової приналежності, після чого багато депутатів від RPR і Démocratie liberale залишили асамблею, висловлюючи своє несхвалення політичного відновлення трагічної події.   

Події 2001 року явно відбувалися на місцевому рівні. Жоден центральний урядовець не був присутній на відкритті меморіальної дошки, і Бертран Деланое, як вибраний службовець міста Парижа, чітко звертався до паризької громади. Той факт, що визнання було здійснено на місцевому рівні, згодом все більше вивчався, і деякі припускають, що Паризька ініціатива мала на меті послабити вимоги щодо національного визнання.  Але навіть без будь-якої офіційної участі державного уряду встановлення меморіальної дошки мало вплив за межами Парижа.  
«Зображення меморіальної дошки резонує також в інших містах навколо Парижа як корективний акт великого національного наративу. Меморіальні дошки та перейменування вулиць, площ і громадських місць на честь 17 жовтня 1961 є ініціативами пам’яті, які забезпечують перехід від державної брехні до історичної трансформації однієї з травматичних ситуацій, вбудованих уздовж розриву між колоніальним і постколоніальним . Меморіальні дошки схожі на місця пам’яті, частину процесу загоєння травм, зберігаючи їх живими в сьогоденні, і представляють залучення постколоніального періоду до виправлення спотворень замовчуваної історії». 
17 жовтня 2012 року президент Франсуа Олланд визнав розправу над алжирцями в Парижі 1961 року.  Його визнання події стало першим випадком, коли президент Франції визнав масове вбивство. Це визнання сталося за два місяці до його звернення до парламенту Алжиру. У своєму зверненні до парламенту Алжиру він також зрікся та визнав колоніальне минуле Франції, включно з розправою, яка сталася 17 жовтня 1961 року  Це звернення було визнано дуже суперечливим через те, як президент Олланд описав французьку колонізацію та інші речі, які були у зверненні. Дехто стверджує, що, попри те, що президент Олланд визнав цю подію, це визнання матиме невелику цінність для зміни погляду на Францію та її імперіалістичну історію. 
16 жовтня 2021 року президент Еммануель Макрон засудив розправу напередодні її 60-ї річниці, офіційно визнавши, що Французька Республіка з цього приводу скоїла «непрощенні злочини», однак не приніс офіційних вибачень за такі «непрощенні злочини», що узгоджується з заявленою ним політикою, яка полягає у визнанні колоніальних злочинів, скоєних Французькою республікою в минулому, але не в офіційному перепрошенні за них чи проханні пробачення. Пізніше Макрон відвідав церемонію пам’яті жертв, ставши першим президентом Франції, який зробив це. 

## У масовій культурі

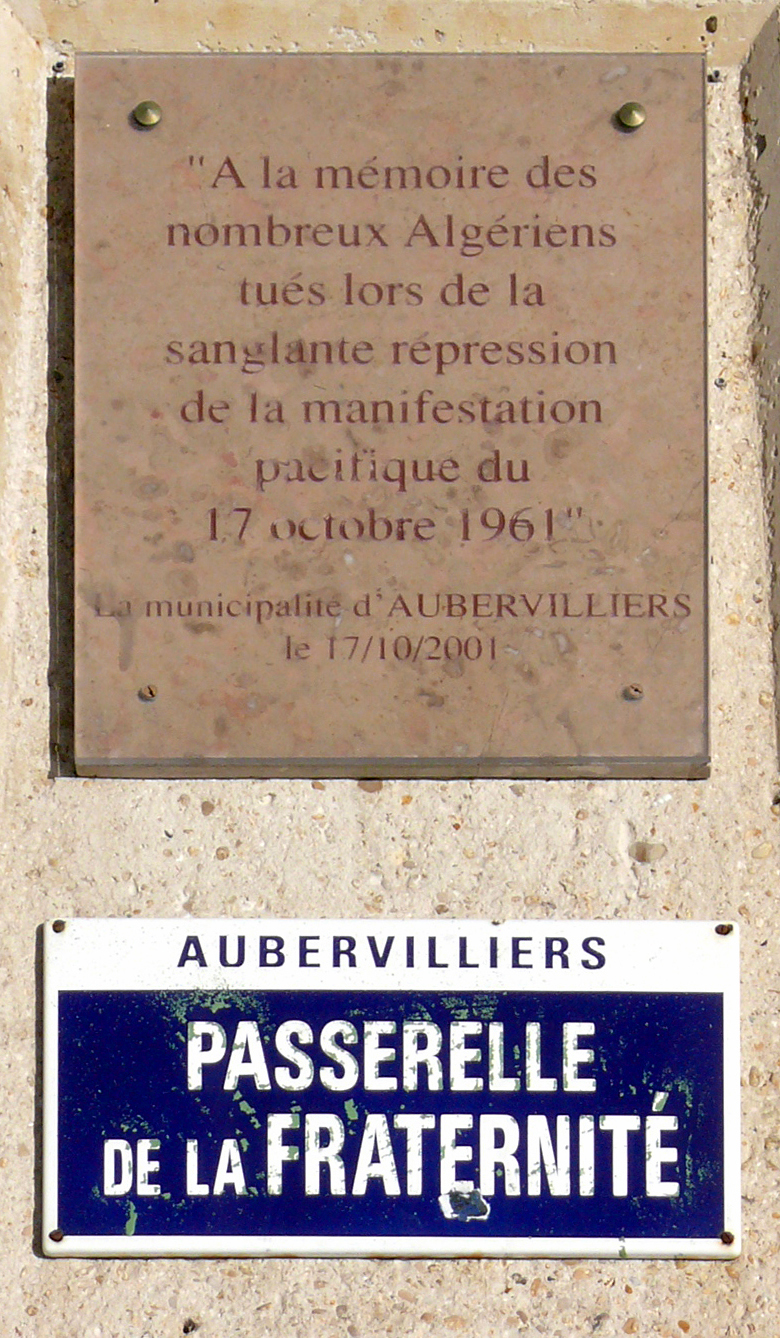
Меморіальна дошка алжирцям, убитим 17 жовтня 1961 року паризькими поліціянтами, які діяли за наказом префекта поліції Моріса Папона.

- Ця розправа згадується в романі Мартіна Вокера «Бруно, начальник поліції» 2008 року.
- Ця розправа згадується у фільмі Міхаеля Ганеке Приховане 2005 року.
- Французький телевізійний документально-драматичний фільм 2005 року «Чорна ніч, 17 жовтня 1961 року» детально досліджує події розправи. У ньому розповідається про життя кількох людей, а також про деякі розбіжності всередині паризької поліції: одні відкрито виступають за збільшення насильства, а інші намагаються підтримувати верховенство права.
- Утоплення від куль, телевізійний документальний фільм із британської серії Secret History[en], вперше показаний 13 липня 1992 року.
- Ця розправа є темою роману Лейли Себбар 1999 року «Сена стала червоною: Париж, жовтень 1961 року» (La Seine était rouge (Paris, octobre 1961)).
- Ця розправа описана у першому куплеті пісні ірландського панк-рок гурту Stiff Little Fingers «When The Stars Fall From The Sky».
- Французький репер Médine у своєму альбомі Table d'écoute присвятив цій розправі пісню.
- Також вона лежить в центрі трилеру Дідьє Денінка 1984 року «Murtres pour mémoire», який також є першою спробою розкопати архіви різанини за допомогою вигаданого дослідження. Однак роман американського прозаїка та журналіста Вільяма Ґарднера Сміта 1963 року «Кам’яне обличчя» тепер визнано найдавнішим відомим вигаданим описом подій.  Попри те, що кількість загиблих у багатьох джерелах становить 140 загиблих або зниклих безвісти, письменниця та соціальний критик Крістін Росс зазначає інше, посилаючись на роботи Сміта та Денінкса:

Афроамериканський прозаїк Вільям Гарднер Сміт назвав число «понад двісті» у своєму романі «Кам’яне обличчя» 1963 року. Ознакою успіху навколо офіційного приховування інформації про 17 жовтня є те, що роман Сміта, написаний іноземцем у Франції та опублікований у Сполучених Штатах (він не міг бути опублікований у Франції), став однією із небагатьох репрезентацій події, що були доступні до початку 1990-х років – до того моменту, тобто до того моменту, коли покоління молодих «Beur», як називають себе діти північноафриканських іммігрантів, досягло віку, коли вони могли почати вимагати інформацію про долю батьків. Професійні й академічні історики значно відстали від аматорів у спробі з’ясувати, що сталося 17 жовтня; журналісти-розслідувачі, бойовики та художні письменники, такі як Сміт чи набагато читаніший автор детективних романів Дідьє Денінк, зберігали сліди події протягом тридцяти років, коли вона була в «чорній дірі» пам’яті.
- У 2013 році Рашид Урамдан поставив танцювальну виставу, під час якоїДоротея Муньянеза зачитувала імена жертв розправи. [62]
- У 2017 році французький комік Жон Рашид створив короткометражний фільм про розправу під назвою «Jour de Pluie» («Дощовий день»).
- У 2021 році ця розправа стала темою короткометражного анімаційного фільму «Les larmes de la Seine» за сценарієм Яніса Белаїда.
- Ця розправа та її приховування французьким урядом є темами роману Роберта Годдарда «Це ніч, коли вони прийдуть за тобою» 2022 року.

## Дивіться також
- Алжирське повстання

## Зовнішні посилання
- Вашингтонський звіт про Близький Схід: розправа над алжирцями в Парижі в 1961 році: коли ЗМІ провалили іспит
- Полум'я: 35 років тому «Битва за Париж»: коли Сена була повна тіл
- Полум'я: Папон і вбивство 200 алжирців у Парижі в 1961 році
- Міст Сен-Мішель (Міст Сен-Мішель)
- Звіт ВВС
- Un criminel s'en va dans l'impunité?, Ель-Ватан, 19 лютого 2007 р
- Amanda Morrow (2 грудня 2010). 1961 – Algerians massacred on Paris streets. Radio France Internationale.
- Стаття Guardian до 50-річчя
- «Vacarme» Інтерв’ю з істориком Аленом Деверпе про його книгу Charonne, 8 лютого 1962 року. Anthropologie historique d'un masacre d'Etat, доступний на вебсайт Французького інтелектуального оглядача.
- Список загиблих або зниклих безвісти.
- «17 octobre 1961: Retour sur les lieux» 14-футове відео про різанину 1961 року від французького історика Матільди Ларре (медіаплатформа Arrêt sur images) (створено 17 жовтня 2017 р.).
- «17 жовтня 1961 року, масове вбивство в колоніях». 27' документальний фільм Джульєтт Гарсіа. Відеосерія «Quand l'histoire fait dates », створена істориком Патріком Бушероном. Арте, Франція. жовтень 2020 р.

Шаблон:Algerian War